# Hotel Ramada de Ponce
El Ramada Ponce Hotel & Casino (también conocido como el Hotel Ramada Ponce Plaza), es un hotel en Ponce, Puerto Rico. Pertenece a la cadena Ramada Worldwide.
Aunque abrió sus puertas en el verano de 2009, se lo considera un hotel histórico porque esta parcialmente localizado en una estructura histórica colonial española conocida como la “Casa Saurí”. El hotel abrió sus puertas el 2 de julio de 2009. Como franquicia de la Ramada, el hotel es parte del conglomerado hotelero “Wyndham Worldwide.” El hotel es operado por Muñoz Bermúdez Holdings Inc. El hotel tiene 69 habitaciones, incluyendo siete habitaciones coloniales.

## Ubicación
El hotel está localizado en la Zona Histórica de Ponce. Contiene dos estructuras principales. Una estructura se ubica en la esquina sureste de la intersección de las calles Reina y Unión, frente a la Plaza Muñoz Rivera. Esta es la estructura de la histórica Casa Sauri e incorpora la oficina de recepción del hotel, siete habitaciones hoteleras, Melao Coffee Shop, Viva Bar, el restaurante Lola Ecclectic Cuisine, 2 salones de conferencia y actividades y el Casino de la Plaza. El edificio trasero está ubicado en la esquina sureste de la intersección de las calles Reina y Méndez Vigo y consiste de una estructura moderna de cuatro pisos incorporando 63 habitaciones de hotel al igual que un estacionamiento para automóviles en el primer piso y un gimnasio en el cuarto piso. El hotel se ubica en las coordinadas 18° 0’ 43.6314” Norte, 66° 36’ 52.812” Oeste (18.01212, -66.61467).

## Diseño
El hotel fue diseñado en 2009 por la firma ponceña de arquitectos Bonnín Orozco Arquitectos (BO2A), encabezada por Fernando Bonnín y Javier Bonnín de Ponce, Puerto Rico.

## Historia
La residencia histórica Casa Saurí-Rubert, construida en el año 1882 fue reconstruida meticulosamente para acomodar el nuevo hotel. El primer piso de la antigua casa ahora alberga la oficina de recepciones, El Melao Coffee Shop y el restaurante Lola Ecclectic Cuisine. El segundo piso aloja siete habitaciones tipo colonial que están diseñadas con temas pertenecientes al siglo diecinueve. Se alega que la Casa Sauri es la tercera residencia más antigua de la ciudad de Ponce que todavía esta en pie. La construcción del hotel se acogió a incentivos bajo la Ley 212 de Puerto Rico.
El señor Félix Sauri y Vivas fue un comerciante ponceño y hacendado y también fue alcalde del municipio de Ponce en el año 1895.

## Rehabilitación
Muñoz Bermúdez Holdings, Inc., hizo una inversión de $15 millones para rehabilitar y desarrollar la histórica residencia y sus alrededores.

## Expansión
En agosto de 2011, la empresa dueña del hotel anuncio planes para añadirle un casino al hotel, otro salón de conferencias, otro restaurante, y un estacionamiento para 150 vehículos adicionales. El plan consiste en desarrollar la propiedad directamente al sur de la Casa Saurí. Tal propiedad también da frente hacia la Plaza Muñoz Rivera. El nuevo casino consistiría de unos 9,500 pies cuadrados y el salón de conferencias podrá acomodar 200 personas en un espacio de 6.000 pies cuadrados.